# Arndorf (Gemeinde Kapfenberg)
Arndorf ist die flächenmäßig kleinste Katastralgemeinde (181,53 ha) der steirischen Stadt Kapfenberg mit einer Wohnbevölkerung von 333 Personen (Stand: 1. Jänner 2024).